# Rhinomyobia plumifera
Rhinomyobia plumifera är en tvåvingeart som först beskrevs av Mario Bezzi 1928.  Rhinomyobia plumifera ingår i släktet Rhinomyobia och familjen parasitflugor. Inga underarter finns listade i Catalogue of Life.